# Szemarjahu Ben-Cur
Szemarjahu Ben-Cur (hebr.: שמריהו בן-צור, ang.: Shmaryahu Ben-Tzur, Shmaryahu Ben-Zur, ur. 25 marca 1944 w Jemenie) – izraelski nauczyciel, politolog i polityk, w latach 1996–1999 poseł do Knesetu z listy Narodowej Partii Religijnej (Mafdal).

## Życiorys
Urodził się 25 marca 1944 na terenie obecnego Jemenu.
Wyemigrował do Izraela wraz z rodziną w 1950, w ramach operacji Magic Carpet. Służbę wojskową zakończył w stopniu kaprala. Uzyskał bakalaureat na Uniwersytecie Hebrajskim w Jerozolimie i ukończył studia magisterskie z politologii na Uniwersytecie Bar-Ilana w Ramat Ganie.
Pracował jako nauczyciel oraz inspektor szkolny Ministerstwa Edukacji. Był przewodniczącym związku zawodowego nauczycieli religijnych oraz sekretarzem generalnym związku zawodowego nauczycieli. Był także założycielem i przewodniczącym światowej organizacji nauczycieli tory.
W wyborach parlamentarnych w 1996 po raz pierwszy i jedyny dostał się do izraelskiego parlamentu z listy Narodowej Partii Religijnej. W czternastym Knesecie pełnił obowiązki zastępcy przewodniczącego parlamentu oraz szefa frakcji parlamentarnej Mafdalu. Zasiadał w następujących komisjach parlamentarnych: edukacji i kultury; pracy i opieki społecznej; ds. zagranicznych pracowników, był także tymczasowym członkiem komisji finansów oraz komisji spraw zagranicznych i obrony. Ponadto zasiadał w komisji poświęconej katastrofie podczas Olimpiady Machabejskiej oraz komisji specjalnej ds. nadużywania alkoholu i narkotyków. W wyborach w 1999 utracił miejsce w parlamencie.